# Кубинская (Сямженский район)
Кубинская — деревня в Сямженском районе Вологодской области.
Входит в состав Устьрецкого сельского поселения, с точки зрения административно-территориального деления — в Устьрецкий сельсовет.
Расстояние по автодороге до районного центра Сямжи — 33 км, до центра муниципального образования Усть-Реки — 12 км. Ближайшие населённые пункты — Речковская, Любовица, Малинник.
По переписи 2002 года население — 2 человека.